# Тесориере, Америко
Америко Тесориере (исп. Américo Miguel Tesoriere) (род. 18 марта 1899 в Буэнос-Айресе, умер 30 декабря 1977, там же) — аргентинский футболист, вратарь, один из лучших вратарей Аргентины в начале XX века и во всей истории футбола страны. Большую часть карьеры (за исключением одного сезона) провёл в составе «Боки Хуниорс».

## Биография
Дебютировал в Высшей лиге в 1916 году в возрасте 17 лет, заменил основного вратаря «Боки» Фаббиани, получившего серьёзную травму. Всего в составе «сине-золотых» Тесориере провёл 184 матча, завершив карьеру в 1927 году.
В 1919—1925 гг. Тесориере выступал за сборную Аргентины, проведя в её составе 38 матчей и завоевав два титулы чемпиона Южной Америки. На турнирах 1921 и 1924 гг. он не пропустил в свои ворота ни одного мяча.
После окончания карьеры футболиста Америко Тесориере работал в административной системе клуба «Бока Хуниорс» (в 1937—1953 гг).

## Достижения
- Чемпион Аргентины (допрофессиональный период) (5): 1919, 1920, 1923, 1924, 1926
- Чемпион Южной Америки (2): 1921, 1925